# Анчя (река)
А́нчя (лит. Ančia) — река в Литве, протекает по территории Кельмеского района Шяуляйского уезда и Шилальского и Таурагского районов Таурагского уезда на западе страны. Правый приток среднего Шяшувиса.
Длина реки составляет 66 км. Площадь водосборного бассейна — 279 км². Средний уклон — 1,7 м/км. Скорость течения — 0,3—0,4 м/с. Средний расход воды — 2,7 м³/с
Анчя начинается около деревни Брукай. Течёт по Жямайтской возвышенности и Каршувской низменности, в основном на юг. В среднем течении реку пересекают автомагистрали A1 и A12. Впадает в Шяшувис юго-восточнее деревни Эйдинтай.
Притоки:
- левые: Шалтупис, Плущя, Сувиркште, Инкстилас;
- правые: Рингис, Дубе, Ринге, Скляустис, Клутупис, Пяла, Нараса, Укис[2].